# Шорт-трек на зимней Универсиаде 2013
Соревнования по шорт-треку в рамках зимней Универсиады 2013 года прошли с 11 по 21 декабря в итальянском Тренто. Спортсмены разыграли 8 комплектов наград. Победу в медальном зачёте одержали спортсмены Южной Кореи.

## Правила участия
В соответствии с Положением FISU, конькобежцы должны соответствовать следующим требованиям для участия во Всемирной универсиаде (статья 5.2.1):
- До соревнований допускаются студенты обучающиеся в настоящее время в высших учебных заведениях, либо окончившие ВУЗ не более года назад.
- Все спортсмены должны быть гражданами страны, которую они представляют.
- Участники должны быть старше 17-ти лет, но младше 28-ми лет на 1 января 2013 года (то есть допускаются только спортсмены родившиеся между 1 января 1985 года и 31 декабря 1995 года).

Все виды программы проводятся и судятся по международным правилам проведения соревнований по шорт-треку.
Программа настоящих игр по сравнению с предыдущими не изменилась, были также разыграны восемь комплектов наград. Все дисциплины повторяют программу прошлой Универсиады. Личное первенство и мужчины и женщины разыграли на дистанциях 500, 1000 и 1500 метров. Также прошли женская (3000 метров или 27 кругов) и мужская (5000 метров или 45 кругов) эстафеты

## Результаты

### Мужчины
| Дисциплина            | Золото                                                         | Золото   | Серебро                                                              | Серебро  | Бронза                                                                         | Бронза   |
| --------------------- | -------------------------------------------------------------- | -------- | -------------------------------------------------------------------- | -------- | ------------------------------------------------------------------------------ | -------- |
| 500 метров Протокол   | Ли Хё Бин · Республика Корея                                   | 41.642   | Патрик Даффи · Канада                                                | 41.917   | Ши Цзиннань · Китай                                                            | 42.025   |
| 1000 метров Протокол  | Нох Чин Гю · Республика Корея                                  | 1:25.506 | Ум Чхон Хо · Республика Корея                                        | 1:25.642 | Гийом Бастий · Канада                                                          | 1:25.777 |
| 1500 метров Протокол  | Нох Чин Гю · Республика Корея                                  | 2:16.810 | Ум Чхон Хо · Республика Корея                                        | 2:16.852 | Йоан Готье · Канада                                                            | 2:17.742 |
| 5000 метров, эстафета | Венгрия · Олах Бенце · Чаба Бурьян · Виктор Кнох · Береш Бенце | 6:46.953 | Канада · Патрик Даффи · Гийом Бастий · Йоан Готье · Себастиен Ландри | 6:46.960 | Россия · Дмитрий Мясников · Дмитрий Мигунов · Эдуард Стрелков · Андрей Михасёв | 6:55.547 |

### Женщины
| Дисциплина                     | Золото                                                              | Золото   | Серебро                                                                   | Серебро  | Бронза                                                                   | Бронза   |
| ------------------------------ | ------------------------------------------------------------------- | -------- | ------------------------------------------------------------------------- | -------- | ------------------------------------------------------------------------ | -------- |
| 500 метров Протокол            | Ван Сюэ · Китай                                                     | 44.713   | Каролин Трюшон · Канада                                                   | 44.834   | Агне Серейкайте · Литва                                                  | 45.044   |
| 1000 метров Протокол           | Го Ихань · Китай                                                    | 1:35.691 | Ли Ын Бёль · Республика Корея                                             | 1:36.161 | Тао Цзяин · Китай                                                        | 1:36.271 |
| 1500 метров Протокол           | Тао Цзяин · Китай                                                   | 2:30.296 | Бернадетт Хайдум · Венгрия                                                | 2:30.545 | Хван Хёнсу · Республика Корея                                            | 2:30.606 |
| 3000 метров, эстафета Протокол | Республика Корея · Хван Хёнсу · Ли Ын Бёль · Ли Со Ён · Сон Джэ Вон | 4:15.946 | Россия · Эмина Малагич · Евгения Захарова · Юлия Кичапова · Лия Степанова | 4:17.107 | Венгрия · Бернадетт Хайдум · Андреа Кеслер · Жофия Конья · Сандра Лайтош | 4:17.549 |

## Медальный зачёт в шорт-треке
| Место | Страна           |   |   |   | Всего |
| ----- | ---------------- | - | - | - | ----- |
| 1     | Республика Корея | 4 | 3 | 1 | 8     |
| 2     | Китай            | 3 | 0 | 2 | 5     |
| 3     | Венгрия          | 1 | 1 | 1 | 3     |
| 4     | Канада           | 0 | 3 | 2 | 5     |
| 5     | Россия           | 0 | 1 | 1 | 2     |
| 6     | Литва            | 0 | 0 | 1 | 1     |